# غياث طيفور
غياث طيفور (مولود في حلب، سوريا عام 1969 - توفي في حلب في 11 مارس/آذار 2012): كان ملاكما سوريا حاز على العديد من البطولات السورية المحلية وحاز على العديد من الميداليات الذهبية في البطولات والدورات العربية والدولية بين عامي 1984 و1998. اغتيل برصاص الجيش السوري الحر في ساحة جامعة حلب، بعد أن أصيب بعدة طلقات نارية في رأسه. وتبنت مسؤولية مقتله بعض عناصر الجيش السوري الحر المعارضة لنظام بشار الأسد، مدّعين أن طيفور كان من عناصر الشبيحة التي تقوم باضطهاد المعارضين خلال الثورة السورية، وتلقى طيفور سابقا عدة إنذارات.
بدأ غياث طيفور حياته الرياضية في نادي شرطة حلب حيث تدرّب لينتقل إلى حيازة الألقاب الدولية المهمة. وقت اغتياله كان يشغل منصبا في مديرية المنشآت الرياضية في حلب، سوريا، كما كان عضوا في اتحاد الملاكمة السوري ومدربا في نادي شرطة حلب الذي نشأ فيه.
وحصد طيفور 6 ميداليات ذهبية في دورات وبطولات مختلفة عربية ومتوسطية وقارية، إضافة إلى 4 فضيات و6 برونزيات، وتأهل إلى أولمبياد برشلونة 1992 لكنه لم يشارك لعدم انتهاء جوازات السفر، فيما شارك في بطولة العالم العسكرية (1996)، وبلغ ربع نهائي بطولة العالم في ألمانيا (1995)